# Islaz
Islaz è un comune della Romania di 5 857 abitanti, ubicato nel distretto di Teleorman, nella regione storica della Oltenia.
Il comune è formato dall'unione di 2 villaggi: Islaz e Moldoveni.
Islaz si trova alla confluenza dell'Olt nel Danubio ed è l'unico comune del distretto di Teleorman ubicato in Oltenia e non in Muntenia, trovandosi sulla riva destra dell'Olt.
Il primo documento che cita la località di Islaz risale al 9 luglio 1569. Islaz assunse un ruolo importante durante la Rivoluzione della Valacchia del 1848: i moti infatti partirono da qui e qui venne pubblicata, il 9 giugno, la Proclamazione di Islaz, scritta da Ion Heliade Rădulescu, che elencava le richieste e gli obiettivi dei rivoluzionari.

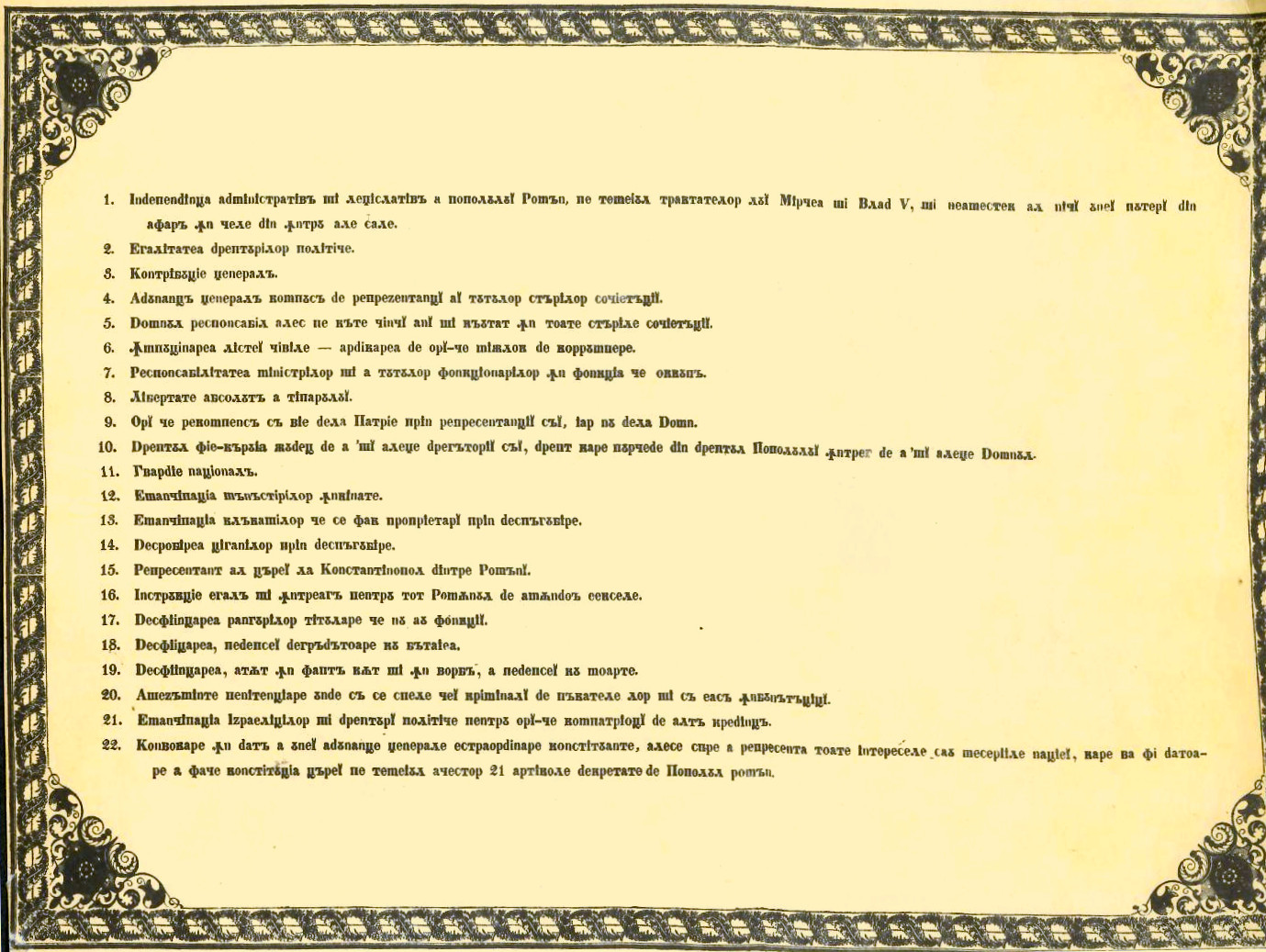
Il testo originale, in cirillico, della Proclamazione di Islaz